# Port lotniczy Molde-Årø
Port lotniczy Molde-Årø (norw. Molde lufthavn, Årø, ang. Molde Airport, Årø, kot IATA: MOL, kot ICAO: ENML) – norweskie lotnisko, znajdujące się we wschodniej części miasta Molde zwanej Årø, nad wodami Moldefjordu.

## Historia
Norwegowie postanowili stworzyć dwa porty lotnicze w okręgu Møre og Romsdal. Jedno z nich powstało w Ålesund (Port lotniczy Ålesund, 1958), a drugie w Kristiansund (Port lotniczy Kristiansund, 1970), jednak władze Molde zdecydowały, że ich miasto również potrzebuje lotniska. W 1972 roku z pieniędzy miasta powstał Port lotniczy Molde-Årø. W 1978 roku lotnisko zostało przekazane w zarząd parlamentowi Norwegii, a w latach 90. oddano do użytku nowy terminal pasażerski.
W roku 2005 lotnisko zyskało status międzynarodowego portu lotniczego. Trzy lata później zakończono przedłużanie pasa, a także kilka innych inwestycji, między innymi modernizację terminalu wraz z powstaniem nowej strefy przylotów ze sklepem wolnocłowym.

## Terminal
Obecny terminal został zbudowany w latach 90., a swój ostateczny kształt uzyskał w roku 2008. Wcześniejszy terminal był zlokalizowany około dwudziestu metrów bliżej pasa startowego. Został zaprojektowany tak, by móc przyjmować około 450 000 pasażerów rocznie. Jeżeli ta liczba zostanie przekroczona, planuje się by rozbudować terminal w stronę północną. Na całym terenie można korzystać z bezprzewodowego internetu. Jest tam też sklep wolnocłowy, bar i restauracja.

## Kierunki lotów i linie lotnicze

### Linie pasażerskie
| Linia lotnicza               | Kierunek                                                              |
| ---------------------------- | --------------------------------------------------------------------- |
| Norwegian Air Shuttle        | 1. Oslo-Gardermoen                                                    |
| Scandinavian Airlines System | 1. Oslo-Gardermoen (do 31 stycznia 2024) Sezonowe czartery: 1. Chania |
| Sunclass Airlines            | 1. Gran Canaria 2. Rodos                                              |
| Widerøe                      | 1. Bergen                                                             |

### Linie transportowe (cargo)
| Linia lotnicza  | Kierunek          |
| --------------- | ----------------- |
| Air Iceland     | 1. Akureyri       |
| West Air Sweden | 1. Oslo-Gardemoen |

## Transport
Centrum Molde jest oddalone od lotniska o około 6 km, co sprawia, że dojazd do niego za pomocą samochodu zajmuje od dziesięciu do dwudziestu pięciu minut, w zależności od natężenia ruchu drogowego. Dojazd z innych miejscowości centralnej części okręgu Møre og Romsdal nie powinien zająć dłużej niż godzinę.
Istnieje szereg połączeń autobusowych łączących lotnisko w Molde z innymi miejscowościami w Norwegii. Przed lotniskiem utworzony został także postój taksówek.

## Inne
- Na lotnisku działa Molde Aeroklubb szkolący pilotów i wypożyczający dwa samoloty - Cessna 177 i Piper 180.
- Loty charterowe są obsługiwane przez linie Apollo, Star Tour i Ving.
- Lotnisko było celem samolotu Atlantic Airways lot 670, który rozbił się podczas międzylądowania w Stord 10 października 2006 roku.